# Брахихитон кленолистный
Брахи́хитон кленоли́стный (лат. Brachychiton acerifolius) — дерево рода Брахихитон, принадлежащего к семейству Мальвовые, произрастающее преимущественно на восточном побережье Австралии. Вид культивируется и широко распространён. Название происходит от латинского названия клёна — acer.
Дерево может вырастать высотой до 30—35 метров в тёплом климате. Лист имеет длину около 25 см, по форме простой, изрезанность варьирует от сильно выраженной до нулевой. Вне жаркого климата брахихитон кленовидный сбрасывает листву на зиму. Цветёт на 5—8 год жизни, цветки колоколообразные, растут группами. Плод — крупная листовка (около 10 см), в которой содержатся семена, напоминающие кукурузные.
Выращивание из семян несложное, однако для получения пышно цветущих деревьев проще использовать привой с обильноцветущего дерева на молодое растение того же вида, либо Brachychiton populneus или Brachychiton discolor.

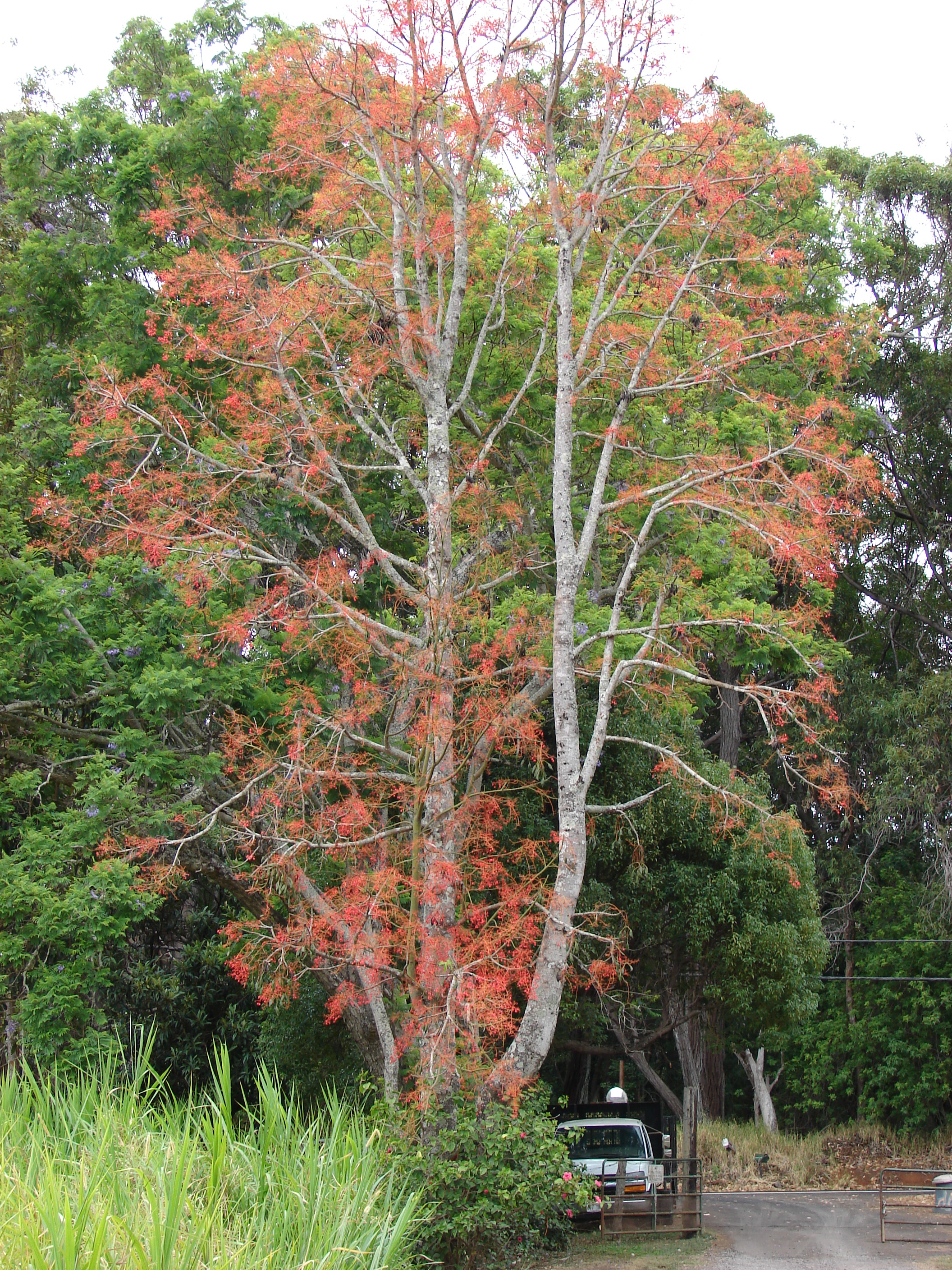
Цветущий брахихитон
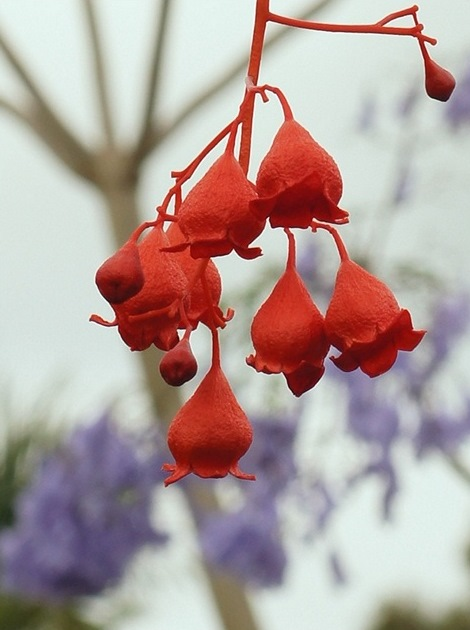
Цветы
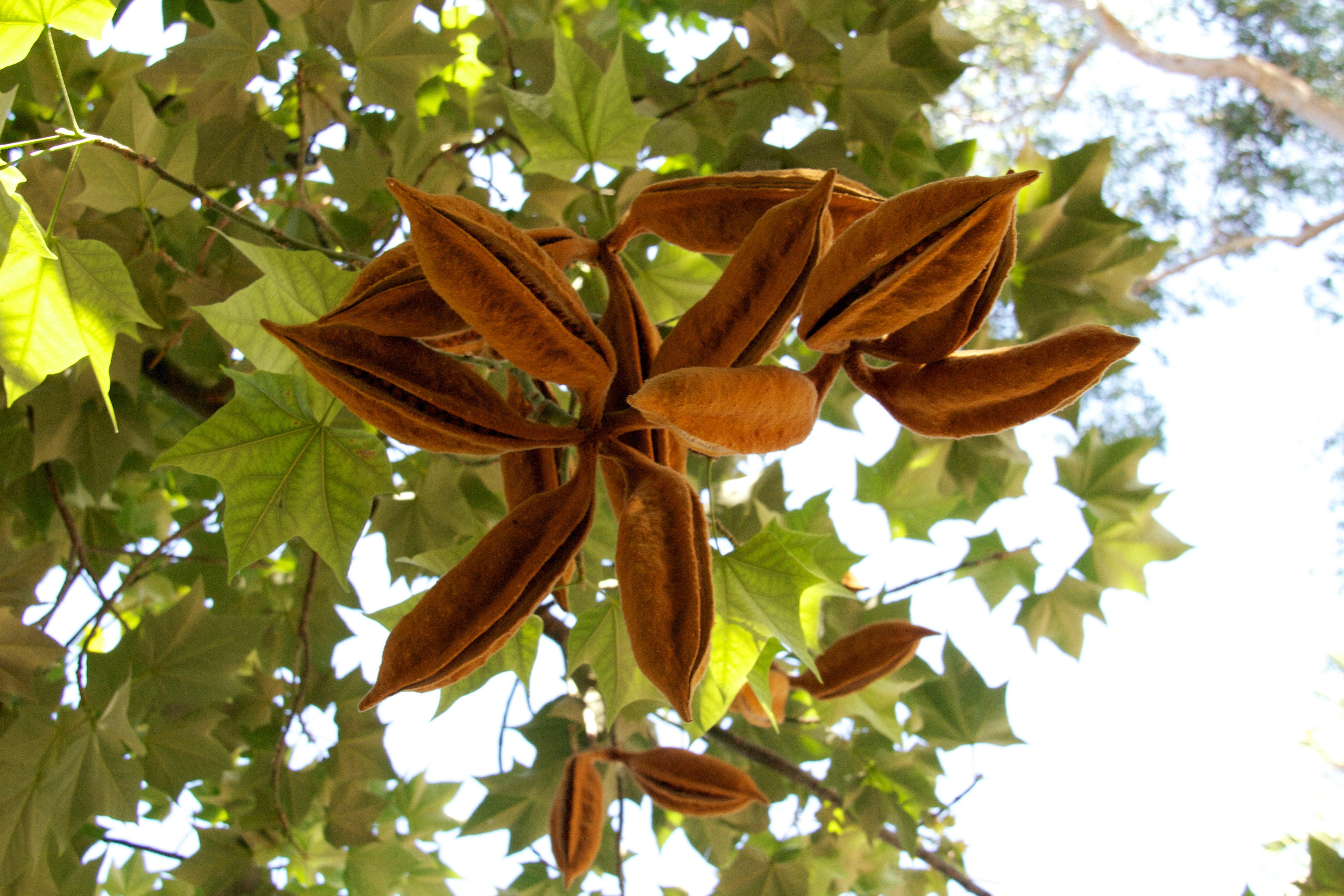
Листва и плоды. Библиотека Хантингтона